# ELEKS
ELEKS (Елекс) — IT-компанія з українським корінням, яка надає послуги з розробки програмних продуктів, консультування та забезпечення контролю якості. Входить до 100 найкращих аутсорсингових підприємств світу 2022 року.

## Історія
Компанія була створена у 1991 році як мале комунальне підприємство. На початку свого існування ELEKS займалася розробкою власних програмних продуктів для електроенергетичних підприємств.
З 1999 року ELEKS Software почала працювати на ринку аутсорсингу. За даними рейтингу The Global Outsourcing 2022 профільної асоціації IAOP компанія входить до 100 найкращих аутсорсингових підприємств світу.
Компанія відома своїми продуктами для сучасного кінематографу (розробки використовували у Голлівуді, зокрема, у зйомках блокбастерів «Квант милосердя» і «Людина-павук») та додатками для автоматизації діяльності медичних установ (наприклад, інформаційна система Doctor Eleks). Діяльність компанії спрямована на міжнародний ринок: 95 % клієнтів ELEKS — закордонні замовники і лише 5 % — українські клієнти.
Станом на 2022 рік компанія має близько 2000 співробітників та понад 750 виконаних проєктів. Входить до 50 найбільших IT-роботодавців України. У 2020 році компанія отримала 192 млн грн виручки.

## Офіси
Головний офіс розташований у Таллінні. Окрім цього, в Україні компанія представлена у Львові, Києві, Івано-Франківську і Тернополі. Представництва компанії є у 13 країнах світу, у тому числі США (Лас-Вегас, Чикаго), Великій Британії (Лондон), Польщі (Ряшів), Німеччині (Берлін), Канаді (Торонто), Швейцарії (Цюрих), Японії (Токіо), ОАЕ (Аджман) та Саудівській Аравії (Джубаїль).[ангажоване джерело]

## Партнерство
ELEKS є партнером таких відомих компаній як Microsoft, IBM, Intel, Borland, членом Асоціації IT Ukraine, Торговельної Американської Палати, Європейської Бізнес Асоціації та членом Асоціації Українських Розробників[ангажоване джерело].
2021 року компанія святкувала своє 30-річчя. Одним із напрямів святкування став проєкт «30 добрих справ», у межах якого спеціалісти компанії пропонували соціальні ініціативи, які компанія втілювала разом зі спеціалістами-волонтерами. До реалізації проєктів долучилося майже 700 спеціалістів ELEKS, їхні родичі та друзі.

## Відзнаки та рейтинги
ELEKS увійшла в рейтинг найкращих роботодавців в IT-галузі у щорічному дослідженні «Найкращий роботодавець — 2020». За результатами опитування ELEKS — у топ-50 найкращих роботодавців України та топ-20 серед ІТ-роботодавців. Всього дослідили 525 компаній.
Згідно з рейтингом International Association of Outsourcing Professionals, ELEKS входить у топ-100 аутсорсингових компаній світу у 2021 році.
У 2021 році компанія ELEKS стала лідером серед ІТ-компаній, дружніх до родини за рейтингом Центру «Розвиток КСВ» на замовлення UNFPA Україна. У загальному рейтингу ELEKS посіла 2 місце. Усього в дослідженні взяли участь 50 компаній з 16 галузей економіки.
Компанія ввійшла у п'ятірку найкращих роботодавців у категорії 1500+ спеціалістів в рейтингу на DOU.
ELEKS — на 7-му місце в рейтингу 50 найкращих роботодавців України і на 3-му серед ІТ-роботодавців у 2022 році за версією Forbes.